# Francisco José Alcántara Hernández
Francisco José Alcántara Hernández (Haro, La Rioja, 14 de febrer de 1922 - La Corunya, Galícia, 11 d'octubre de 1999) va ser un escriptor, traductor i periodista espanyol.

## Biografia
Durant la seva joventut va residir a les ciutats de Bilbao i La Corunya abans de marxar a Sud-amèrica, on va exercir com a missioner a les ciutats de Bogotà i Caracas. Posteriorment, després d'abandonar l'orde jesuïta, va estudiar Humanitats grecollatines a les ciutats de Saragossa i Barcelona, mentre exercia de periodista en diaris com Heraldo de Aragón o El Correo Catalán, i més tard a La Voz de Galicia i El Ideal Gallego.
De la seva obra literària destaca La muerte le sienta bien a Villalobos, amb la qual va aconseguir el Premi Nadal de 1954.